# Bairon et ses environs
Bairon et ses environs és un municipi francès situat al departament de les Ardenes i la regió del Gran Est. L'1 de gener del 2021 tenia 1.022 habitants.